# Luka Bonačić Dorić
Luka Bonačić Dorić (Milna, Brač, 11. ožujka 1884.− Punta Arenas, rujna 1961.), (Lucas Bonacic Doric) je čileanski publicist, povjesničar i pisac i novinski urednik hrvatskog podrijetla iz Magallanesa.
Kao povjesničar bavio se zavičajnom poviješću Magallanesa, s naglasom na hrvatske naseobine u Magallanesu.
Piše u stilu kreolizma. Pojavio se u drugoj polovici 19. stoljeća.
Uređivao je novine Novo doba (nosila je ime Domovina, Novo doba, Domovina i dr.).
Osnovao je iseljenička društva u Punta Arenasu.
Napisao je djela:
- Histórico del Estrecho y Colonia de Magallanes, 1937.[3]
- Oro maltido (Prokleto zlato), roman, (1940.) (prema istinitom događaju)[4]
- Historia de los Yugoestavos en Magallanes, 3 sveska, 1941. – 1946.[3]